# Лет Ит Би
«Лет Ит Би» — десятый студийный альбом музыкального проекта «Коммунизм», записанный в мае 1989 года Егором Летовым. В записи принимали участие Кузьма Рябинов и музыканты группы «Флирт» Олег «Сур» Сурусин и Валерий «Вэл» Рожков. Альбом официально издавался в 2001 и 2014 годах.
Наиболее известная работа группы, состоящая из перепевок зарубежных хитов с русским переводом и отечественных дворовых песен 60-х и 70-х годов. По словам Егора Летова, альбом являет собой «наглядный образец советско-народно-коренного понимания американщины, хиппизма и рок-н-ролла». Также альбом был им отмечен как «очень красивый и грустный».

## Использованная музыка[2]
- Jesus Christ Superstar — Gethsemane
- Little Tony — Quando vedrai la mia ragazza
- Uriah Heep — Lady in Black
- Поющие гитары — Ноктюрн
- The Beatles — Let It Be
- Teach-In — I'm Alone
- Louis Armstrong — Mack the Knife

## Список композиций
Все тексты написаны народом.
| №   | Название                  | Музыка                 | Длительность |
| --- | ------------------------- | ---------------------- | ------------ |
| 1.  | «Вот они стоят»           | народная               | 0:30         |
| 2.  | «Всё могло бы быть иначе» | Jesus Christ Superstar | 3:01         |
| 3.  | «Фантом»                  | народная               | 3:52         |
| 4.  | «Только ты и я»           | Teach-In               | 2:04         |
| 5.  | «Не поеду во Вьетнам»     | народная               | 1:31         |
| 6.  | «Вечерний город»          | М. Таравердиев         | 1:33         |
| 7.  | «На севере»               | Коммунизм              | 0:50         |
| 8.  | «Голубые маки»            | народная               | 1:35         |
| 9.  | «Хали-гали»               | народная               | 2:36         |
| 10. | «Любви не миновать»       | Раймонд Паулс          | 3:14         |
| 11. | «Наташка»                 | народная               | 2:00         |
| 12. | «Ноктюрн»                 | М. Таравердиев         | 1:34         |
| 13. | «Весёлый танец шейк»      | Кен Хенсли             | 3:06         |
| 14. | «Кроме хиппи бога нет»    | народная               | 3:26         |
| 15. | «Стоп для Роллинг Стоунз» | народная               | 4:20         |
| 16. | «В гробике»               | -                      | 0:25         |
| 17. | «Как я за хлебом ходил»   | народная               | 3:03         |
| 18. | «О жизни чёрных негров»   | Курт Вайль             | 1:09         |
| 19. | «В небе звёзды зажглись»  | народная               | 2:00         |
| 20. | «Люси»                    | народная               | 1:08         |
| 21. | «Я не маг»                | Jesus Christ Superstar | 2:19         |
| 22. | «Пусть всё будет так»     | Леннон — Маккартни     | 4:09         |

| №   | Название                                 | Музыка      | Длительность |
| --- | ---------------------------------------- | ----------- | ------------ |
| 23. | «Стоп для Роллинг Стоунз (альтернатива)» | народная    | 4:32         |
| 24. | «Шейк»                                   | Кен Хенсли  | 1:24         |
| 25. | «Человеческий фактор»                    | Егор, К. Уо | 3:35         |

## Участники записи
- Олег Сурусин — вокал, акустическая гитара
- Валерий Рожков — флейта, вокал, акустическая гитара, электрогитара (5), бас (13)
- Егор Летов — вокал, акустическая гитара, электрогитара (22,17), эффекты, микрофон, ленточные кольца, индустриальные звуковые эффекты, ударные, бас-гитара
- Кузя Уо — вокал, электрогитара (3), саксофон
- Мастеринг альбома — Сергей Летов

## Запись альбома
Олег Сурусин о записи альбома:
«В начале мая 89-го, во время отпуска я приехал к Валерке в Новосибирск в общагу, он тогда там учился, по-моему, даже уже работал. И к девятому мая мы поехали в Омск к Летову. Там, где-то двое суток были, и спонтанно возникла запись «Лет Ит Би». Песни писал народ, в основном, были взяты дворовые. Парочка моих есть, естественно, текстов, кое-что писали прям тут же… Додумывали сами, потому что все немножко со словом в ладу. Например, начали писать песню «Фантом», потом Кузя пришел и говорит, что нужно по-другому написать текст и по новой переписать. Дополнили ее, она стала более балладного стиля. Где-то что-то сами меняли, потому что с детства помнишь куплет, то, что старшие ребята играли во дворе на гитарах, а для песни надо хотя бы три куплета. Записали тут же еще два от себя... Это все, как бы, несерьезно шло, а, оказывается, пошло в народ… «Старая песня о главном». Попса тогда вообще отдыхала, они тогда еще этого не пели. А вот песня «Любви не миновать» из фильма «Стрелы Робин Гуда», куда потом вставили песни Высоцкого после его смерти. Эту песню пела какая-то литовская команда, и мы-то запомнили только первый куплет, остальные я дописал».

## Факты
- Песня «Стоп для Роллинг Стоунз» изначально называлась «C’era un ragazzo che come me amava i Beatles e i Rolling Stones», из репертуара Джанни Моранди. Песня попала в репертуар коллектива «Поющие Гитары» в переводе Татьяны Сашко. В варианте Егора Летова имеется несколько иная мелодия, вероятно, придуманная самим Летовым, в минорной тональности. В таком варианте песня стала известна более широко, в том числе и за рубежом[4].
- Многие ошибочно считали, что в песне «Весёлый танец шейк» солирует Манагер. На самом деле песню исполняют участники дуэта «Флирт». Однако, в итоге Манагер эту песню спел вместе с Игорем Жевтуном в составе группы «Коммунизм» в 2015 году[5] (ранее на концертах эту песню пел Жевтун либо один, либо с ударником Александром Андрюшкиным).
- Песня «Не поеду во Вьетнам» была перепета Манагером в альбоме «На блаженном острове» группы «Манагер и Родина».

## Кавер-версии
Музыкант Слава КПСС, под псевдонимом Валентин Дядька, выпустил 22 января 2021 года видео-кавер «STOP Навальный» на песню «Стоп для Роллинг Стоунз», оператором выступил Артём Моргунов (известный как Поэт без усов). В треке музыкант поёт о возвращении Алексея Навального в Россию из Германии (после отравления) и последующем его аресте, а в конце песни главного героя расстреливают. В послесловии Вячеслав произносит фразу: «Добро пожаловать на митинг».